# Хабаб
Ха́баб (араб. خَبَب‎) — небольшой город в Сирии, расположенный на территории мухафазы Даръа.

## Этимология
Старое название города — Aбибa — арамейское слово, означающее зеленую траву.

## География
Находится в 30 милях от столицы Сирии Дамаска, рядом с Хабабом расположен городок Тубна.

## История
Во время войны в Сирии позиции боевиков располагались в 500 метрах от Хабаба, поэтому жители для защиты от них организовали отряды народного ополчения. Несмотря на боевые действия вблизи города, администрация провинции смогла сохранить в рабочем состоянии дороги и электрические сети Хабаба и обеспечить снабжение школы.

## Население
Население Хабаба — христиане, большинство являются прихожанами греко-католической церкви.
Численность населения на территории города 3 379 ч. по данным переписи 2004 г. Некоторые считают, что ок. 40 000 выходцев города живут за пределами Сирии, причем большинство из них во Франции, США, Бразилии и Австралии.
Официальным языком является арабский. Другие популярные языки — французский, греческий — на нем проводятся службы в храме. Английский становится всё более популярным в городе.

## Достопримечательности
В Хабабе четыре древние церкви, также есть собор и монастырь.